# Sidney Polak
Sidney Polak, właśc. Jarosław Marek Polak (ur. 7 października 1972 w Warszawie) – polski wokalista, perkusista, autor tekstów, muzyk i kompozytor, a także producent muzyczny i inżynier dźwięku, dziennikarz radiowy. Perkusista zespołu T.Love, którego jest członkiem od 1990. Prowadzi także solową działalność artystyczną.
Jako dziennikarz związany był ze stacją radiową Roxy FM, w której prowadził autorską audycję „Piątek w Sidney”.

## Życiorys
Pierwszym zespołem muzyka była Cytadela, w której grał od 1988 do 1994. W tym samym czasie, w 1990 został perkusistą reaktywowanego zespołu T.Love. W 1994 wraz z Maćkiem Majchrzakiem stworzyli Incrowd, w którym Sidney grał do 1998. W 2002 rozpoczął karierę solową z zespołem Sidney Polak, a w 2004 roku wydał z nim album, na którym zaprezentował muzykę reggae, hip-hop i folk.
Album i muzyk otrzymali sześć nominacji do nagrody Fryderyk roku 2004 (wygrał w kategoriach: kompozytor roku, autor roku i album roku – muzyka alternatywna).
27 marca 2009 miała miejsce premiera drugiej płyty pod tytułem Cyfrowy styl życia, która została wydana przez EMI Music Poland.
26 października 2018 ukazał się trzeci album, 3, będący powrotem do solowej twórczości artysty. Wśród dwunastu utworów znajduje się bonus track „Ajrisz” – związany z akcją T.Cover. Płyta została wydana przez Warner Music Poland.
Pseudonim Sidney pochodzi z jednego z koncertów T.Love, na którym wokalista tego zespołu, Muniek Staszczyk, podczas przedstawiania składu zażartował, że na perkusji gra Sydney Pollack.
Wychował się na warszawskim osiedlu Chomiczówka, gdzie mieszkał od 1976 do 1991. Obecnie związany z Tarchominem. Trzykrotnie żonaty, ma syna z pierwszego małżeństwa (Aleks, urodzony w 1995) oraz dwójkę dzieci z drugiego związku (Rita, urodzona w 2010 oraz Hugo, urodzony w 2012). W 2013 uzyskał tytuł magistra stosowanych nauk społecznych na Uniwersytecie Warszawskim, broniąc pracę Monografia socjologiczna zespołu T.Love.

## Dyskografia
Albumy
| Tytuł              | Dane dot. albumu                                            | Pozycja na liście |
| Tytuł              | Dane dot. albumu                                            | POL               |
| ------------------ | ----------------------------------------------------------- | ----------------- |
| Sidney Polak       | - Data: 10 maja 2004 - Wydawca: EMI Music Poland            | 13                |
| Cyfrowy styl życia | - Data: 27 marca 2009 - Wydawca: EMI Music Poland           | 13                |
| 3                  | - Data: 26 października 2018 - Wydawca: Warner Music Poland | –                 |

Single
| „www.tekila.pl”                    | 2004 | –  | –  | 28 | – | – | Sidney Polak |
| „Otwieram wino” (gościnnie: Pezet) | 2004 | 96 | 10 | 1  | 3 | – | Sidney Polak |
| „Chomiczówka”                      | 2004 | –  | 1  | 1  | – | – | Sidney Polak |
| „Chorwat”                          | 2005 | –  | 20 | 42 | – | – | Sidney Polak |
| „Przemijamy”                       | 2005 | –  | –  | 39 | – | 8 | Sidney Polak |
| „–” singel nie był notowany.       |      |    |    |    |   |   |              |

Inne notowane utwory
| „Konstytucje 2006” (oraz Lech Janerka, Junior Stress) | 2006 | 1  | 11 | – | – | 2 | Polski ogień       |
| „Deszcz”                                              | 2009 | 10 | 12 | – | 7 | – | Cyfrowy styl życia |
| „Natalia”                                             | 2010 | 34 | –  | – | 3 | – | Cyfrowy styl życia |
| „Wyspa Man”                                           | 2010 | –  | –  | 2 | – | – | Cyfrowy styl życia |
| „–” utwór nie był notowany.                           |      |    |    |   |   |   |                    |

Inne
| Album                                       | Rok  | Uwagi                                                                   | Źródło |
| ------------------------------------------- | ---- | ----------------------------------------------------------------------- | ------ |
| Vavamuffin – Vabang!                        | 2005 | realizacja nagrań                                                       | [ 21 ] |
| WWO – Życie na kredycie                     | 2005 | produkcja utworu „O, nie...”                                            | [ 22 ] |
| Dreadsquad – Dread za dreadem               | 2005 | gościnnie w utworze „Gaz”                                               | [ 23 ] |
| Polski ogień                                | 2006 | utwór „Konstytucje 2006 (Money Bag)” (oraz Lech Janerka, Junior Stress) | [ 24 ] |
| Hurt – Wakacje i prezenty                   | 2009 | gościnnie w utworze „Jesteś mały”                                       | [ 25 ] |
| Pezet – Radio Pezet. Produkcja Sidney Polak | 2012 | produkcja                                                               | [ 26 ] |

## Teledyski
| Tytuł                                 | Rok  | Reżyseria        | Album              | Źródło |
| ------------------------------------- | ---- | ---------------- | ------------------ | ------ |
| „Chomiczówka”                         | 2004 | Paweł Popko      | Sidney Polak       | [ 27 ] |
| „Siedem grzechów popkultury”          | 2004 | –                | Sidney Polak       | [ 28 ] |
| „www.tekila.pl”                       | 2004 | Tomasz Zalewajek | Sidney Polak       | [ 29 ] |
| „Chorwat”                             | 2004 | –                | Sidney Polak       | [ 30 ] |
| „Przemijamy”                          | 2004 | –                | Sidney Polak       | [ 31 ] |
| „Otwieram wino” (gościnnie: Pezet)    | 2004 | Grupa 13         | Sidney Polak       | [ 32 ] |
| „Ragga-Rap”                           | 2004 | –                | Sidney Polak       | [ 33 ] |
| „Skuter”                              | 2009 | –                | Cyfrowy styl życia | [ 34 ] |
| „Blask” (gościnnie: EastWest Rockers) | 2009 | –                | Cyfrowy styl życia | [ 35 ] |
| „Natalia”                             | 2009 | –                | Cyfrowy styl życia | [ 36 ] |
| „Deszcz”                              | 2009 | –                | Cyfrowy styl życia | [ 37 ] |
| „Szach-mat”                           | 2009 | –                | Cyfrowy styl życia | [ 38 ] |
| „Twarzą w twarz”                      | 2018 |                  | 3                  |        |